# Marvin Harrison
Marvin Daniel Harrison (Filadélfia, Pensilvânia, 25 de agosto de 1972) é um ex-jogador de futebol americano que atuava como wide receiver na National Football League. Em seus 13 anos de carreira com o Indianapolis Colts, ele é considerado como um dos recebedores mais prolíficos da NFL. Foi aceito no Hall da Fama do esporte em 2016.

## Origens
Nascido e criado em Filadélfia, Harrison conviveu com pobreza e violência. Sua mãe, que perdera o marido quando Harrison tinha apenas 2 anos, teve que trabalhar em 2 empregos para sustentar a família. Mesmo com muitas dificuldades financeiras e preconceito, Harrison começou a estudar e a praticar futebol americano na esperança de conseguir uma bolsa de estudos em alguma universidade. Harrison estudou na Roman Catholic High School em Center City e depois foi finalmente aceito na Universidade de Syracuse, no estado de Nova Iorque.

## Faculdade
Jogando pela Syracuse University, Harrison foi companheiro do QB Donavan McNabb. Ele terminou sua carreira na universidade com 2 718 jardas recebidas (recorde) e com 20 TDs.
- Números na Faculdade

| Ano   | Time | Jogos | Titular | Rec | Jardas | Média | TDs |
| 1991  | SYR  | 10    | 0       | 2   | 13     | 6,5   | 0   |
| 1993  | SYR  | 11    | 9       | 41  | 813    | 19,8  | 7   |
| 1994  | SYR  | 10    | 10      | 36  | 761    | 21,1  | 5   |
| 1995  | SYR  | 11    | 11      | 56  | 1 131  | 20,2  | 8   |
| Total | N/A  | 42    | 30      | 135 | 2 718  | 20,1  | 20  |

## NFL
Harrison foi selecionado na primeira rodada do Draft da NFL pelo Indianapolis Colts como a 19 escolha do First Round do draft de 1996 e logo mostrou seu talento e carisma característicos. Em 2002 quebrou o recorde de Herman Moore com 20 recepções em um jogo sendo que ele terminou a temporada com 143 recepções (outro recorde) e com mais de 1 700 jardas.
Em dezembro de 2006, Harrison se tornou apenas o quarto WR a ter pelo menos 1000 recepções na carreira unindo-se a Jerry Rice (1 549), Cris Carter (1 101) e Tim Brown (1 094), ele também é um dos 7 recebedores da história da liga com mais de 100 TDs.
Em 2007 Harrison se machucou em um jogo contra o Denver Broncos perdendo praticamente a temporada inteira. Na temporada seguinte, com a idade chegando, Harrison teve uma visível queda de produção. Mesmo assim em 2008, Harrison agarrou seu passe de número 1,095 superando Tim Brown e depois superou Cris carter sendo assim o WR com o segundo maior número de recepções só atrás do lendário Jerry rice.
No dia 24 de fevereiro de 2009, Harrison foi liberado pelos Colts em razões de espaço na salary Cap. Em 29 de novembro de 2011, ele foi introduzido no Hall da Fama do time.

### Super Bowl XLI
Harrison foi fundamental na campanha do time durante a temporada regular de 2006-2007. Nos playoffs também mostrou muita habilidade sendo um dos alvos preferidos de Peyton Manning. No dia 4 de fevereiro de 2007, Harrison e os Colts foram até o Dolphin Stadium em Miami para o Super Bowl XLI. Harrison fez 5 recepções para 59 jardas ajudando o time na vitória sobre o Chicago Bears para conquistar o título do SB.

### Parceria Peyton Manning-Marvin harrison
Considerada uma das maiores combinações QB-WR na história da NFL, Peyton Manning e Marvin Harrison formaram uma prolifica dupla por 10 anos transformando o ataque dos Colts em um dos mais respeitados da liga. Ambos detêm vários recorde juntos, como o de recepções, jardas e Touchdowns.

### Pós aposentadoria
Harrison entrou para o Hall da Fama do Indianapolis Colts numa cerimônia que aconteceu na semana 12 da temporada de 2011. Harrison foi então aceito no Hall da Fama do futebol americano em 2016.

## Recordes
Na época de sua aposentadoria, em 2008:
- Tinha o recorde da NFL de recepções em uma temporada regular com 143, estabelecido em 2002 e quebrado em 2019 por Michael Thomas.
- Tinha uma média de 86 recepções por temporada, que é um recorde.
- Único WR da história da NFL com 4 jogos consecutivos com 100 ou mais jardas recebidas.
- Único WR da história da NFL com 4 temporadas consecutivas com pelo menos 1 400 jardas.
- Único WR da história da NFL com pelo menos 50 recepções em suas primeiras 11 temporadas na liga.
- Único WR da história da NFL com 6 jogos com 200 jardas recebidas em uma única temporada (2002).
- Único WR da história da NFL com 8 ou mais recepções em 12 jogos consecutivos na história da liga (2002).
- Peyton Manning e Marvin Harrison detêm o recorde de recepções de uma dupla QB-WR na liga com 956 recepções.
- Peyton Manning e Marvin Harrison detêm o recorde de Touchdowns de uma dupla QB-WR na liga com 109 TDs.
- Ele possui 3 temporadas regulares com mais de 1500 jardas só atrás de Jerry Rice que tem 4.
- Harrison tem 59 jogos na carreira com mais de 100 jardas recebidas, só atrás de Jerry rice com 76 jogos com mais de 100 jardas.
- Em 2004, participou do único trio de WRs a ter cada um pelos menos 10 TDs em uma temporada regular.
- 16 jogos na carreira com 10 ou mais recepções.
- Harrison possui 8 temporadas consecutivas com 1000 ou mais jardas e 10 ou mais TDs recebidos, ultrapassando Jerry Rice.
- Segundo jogador mais jovem a conseguir 100 TDs recebidos na carreira.
- Ele é um dos 4 WRs na história da NFL com mais de 1000 recepções na carreira sendo o jogador com menos jogos a chegar a tal feito, com 167.
- Maior número de recepções em 2 temporadas (252, 2001-2002).
- Maior número de recepções em 3 temporadas (354, 2000-2002).
- Maior número de recepções em 4 temporadas (469, 1999-2002).
- Maior número de recepções em 5 temporadas (563, 1999-2003).
- Maior número de recepções em 7 temporadas (731, 1999-2005).
- Maior número de recepções em 8 temporadas (826, 1999-2006).
- 8 temporadas consecutivas com pelos menos 82 recepções.
- Ao final da temporada de 2006, Marvin Harrison e seu companheiro no Indianapolis Colts Reggie Wayne tornaram-se a única dupla de WR com três temporadas consecutivas com pelo menos 75 recepções e 1000 jardas.
- No dia 28 de dezembro de 2008, Marvin Harrison foi para o segundo lugar na liga em número de recepções atrás de Jerry Rice.

## Números da carreira

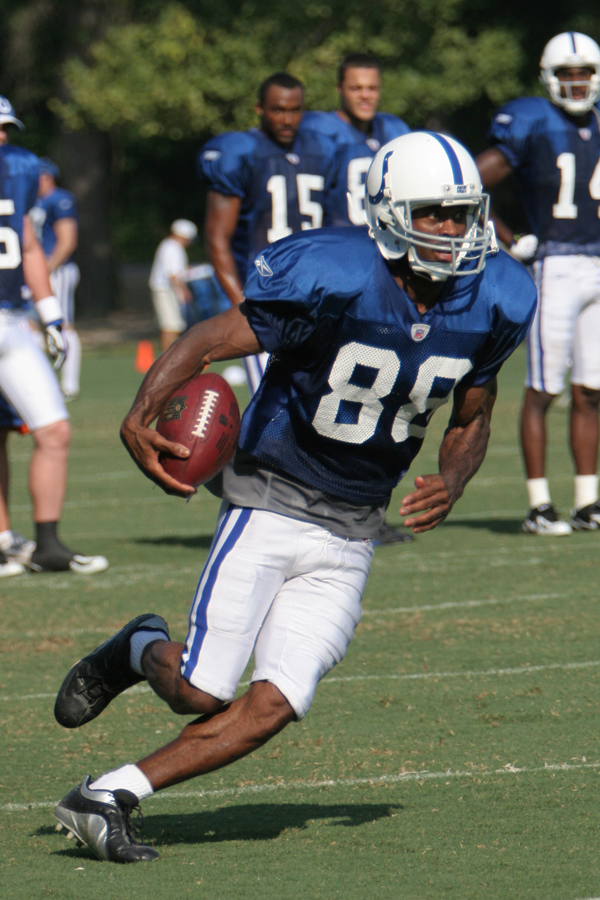
Marvin Harrison em 2007.

### Estatísticas
| Legenda | Legenda             |
| ------- | ------------------- |
|         | Venceu o Super Bowl |
|         | Liderou a liga      |

| Ano   | Time | Jogos | Titular | Rec   | Jardas | JPJ  | Long | TDs |
| ----- | ---- | ----- | ------- | ----- | ------ | ---- | ---- | --- |
| 1996  | IND  | 16    | 15      | 64    | 836    | 13,1 | 41   | 8   |
| 1997  | IND  | 16    | 15      | 73    | 866    | 11,9 | 56   | 6   |
| 1998  | IND  | 12    | 12      | 59    | 776    | 13,2 | 61   | 7   |
| 1999  | IND  | 16    | 16      | 115   | 1 663  | 14,5 | 57   | 12  |
| 2000  | IND  | 16    | 16      | 102   | 1 413  | 13,9 | 78   | 14  |
| 2001  | IND  | 16    | 16      | 109   | 1 524  | 14,0 | 68   | 15  |
| 2002  | IND  | 16    | 16      | 143   | 1 722  | 12,0 | 69   | 11  |
| 2003  | IND  | 15    | 15      | 94    | 1 272  | 13,5 | 79   | 10  |
| 2004  | IND  | 16    | 16      | 86    | 1 113  | 12,9 | 59   | 15  |
| 2005  | IND  | 15    | 15      | 82    | 1 146  | 14,0 | 80   | 12  |
| 2006  | IND  | 16    | 16      | 95    | 1 366  | 14,4 | 68   | 12  |
| 2007  | IND  | 5     | 5       | 20    | 247    | 12,4 | 42   | 1   |
| 2008  | IND  | 15    | 15      | 60    | 636    | 10,6 | 67E  | 5   |
| Total | -    | 190   | 188     | 1 102 | 14 580 | 13,2 | 80   | 128 |

- JPJ: Jardas Por jogada